# Colpodium variegatum
Colpodium variegatum är en gräsart som först beskrevs av Pierre Edmond Boissier, och fick sitt nu gällande namn av Pierre Edmond Boissier och August Heinrich Rudolf Grisebach. Colpodium variegatum ingår i släktet Colpodium, och familjen gräs. Inga underarter finns listade i Catalogue of Life.